# ニジェールの首相
ニジェールの首相（ニジェールのしゅしょう）では、西アフリカの内陸国であるニジェール共和国の首相について記す。

## 選出規定
首相の任免権は大統領にあり、国民議会の議員の中から任命される。

## 権限
現行憲法では、ニジェールは半大統領制を採用しており、行政権は大統領および首相率いる閣僚評議会(内閣に相当)で分割されている。大統領が主に外交や軍事に関する事項を取り仕切るのに対し、首相は内政事項を管轄する。
2009年に新憲法が採択され、半大統領制から完全な大統領制への移行が決定。上記の首相権限を縮小する新憲法が2012年に施行される予定だったが、2010年の軍事クーデターで政権を掌握した軍事政権により半大統領制を維持する憲法案が改めて採択され、2010年11月の国民投票で可決されたため、その後も半大統領制が維持されている。

## 歴代首相

### ニジェール共和国 (フランス共同体内の自治領)
- ジボ・バカリ（1957年5月20日 - 1958年10月10日）
- アマニ・ディオリ（1958年12月18日 - 1960年8月3日）

### ニジェール共和国（独立国家）
- アマニ・ディオリ（1960年8月3日 - 1960年11月10日）
- ママン・ウマル（一期目、1983年1月24日 - 1983年11月14日）
- ハーミド・アルガビード（1983年11月14日 - 1988年7月15日）
- ママン・ウマル（二期目、1988年7月15日 - 1989年12月20日）
- アリウー・マハミドゥ（1990年3月2日 - 1991年10月27日）
- アマドゥ・シェイフ（1991年10月27日 - 1993年4月17日）
- マハマドゥ・イスフ（1993年4月17日 - 1994年9月28日）
- スーレイ・アブドゥライ（1994年9月28日 - 1995年2月8日
- アマドゥ・シセ（一期目、1995年2月8日 - 1995年2月21日）
- ハマ・アマドゥ（一期目、1995年2月21日 - 1996年1月27日
- ブーカリー・アッジ（1996年1月30日 - 1996年12月21日）
- アマドゥ・シセ（二期目、1996年12月21日 - 1997年11月27日）
- イブライム・ハッサン・マヤキ（1997年11月27日 - 2000年1月1日）
- ハマ・アマドゥ（二期目、2000年1月1日 - 2007年6月7日）
- セイニ・ウマル（2007年6月7日 - 2009年9月23日）
- アルバーデ・アブーバ（代行、2009年9月23日 - 2009年10月2日）
- アリー・バジョ・ガマティエ（2009年10月2日 - 2010年2月18日）
- マハマドゥ・ダンダ（暫定政権、2010年2月23日 - 2011年4月7日）
- ブリジ・ラフィニ（英語版）（2011年4月7日 - 2021年4月2日）
- ウフムドゥ・マハマドゥ（英語版）（2021年4月3日 - 2023年7月26日）
- アリ・ラミネ・ゼイン（英語版）（2023年8月7日 - 現職）

注) 以下の期間は、首相職は空席、もしくは廃止されている。
- 1958年10月10日から同年12月18日
- 1960年8月3日から1983年1月24日
- 1989年12月20日から1990年3月2日
- 1995年1月27日から同年1月30日
- 2010年2月18日から同年2月23日
- 2023年7月26日から同年8月7日